# 김세정
김세정(金世正, 1996년 8월 28일~)은 대한민국의 가수이자 배우이다. 2016년 PRODUCE 101을 통해 걸 그룹 아이오아이의 멤버로서 가수로 데뷔했다. 구구단의 멤버로도 활동했으며, 구구단 해체 후에는 솔로가수, 배우, 뮤지컬 배우로 활동하고 있다.

## 학력
- 안양부흥초등학교(졸업)
- 호계중학교 (졸업)
- 인덕원고등학교 (졸업)
- 한양여자대학교 실용음악과 전문학사 (졸업)

## 생애 및 활동

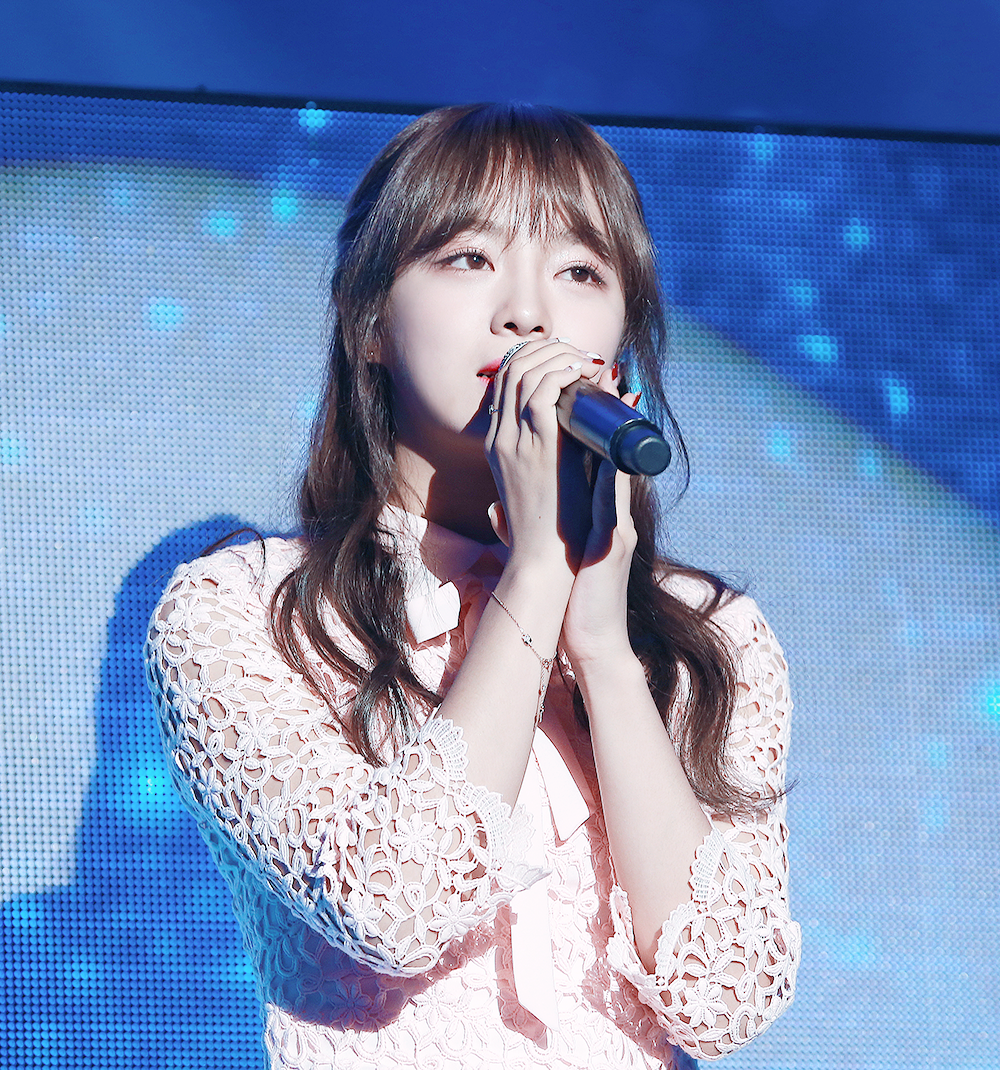
2016년 12월 29일 SBS 가요대전에서 세정

김세정은 1996년 전북특별자치도 김제시 만경읍에서 태어나 경기도 안양시로 이주해서 성장했다. 어린 시절에 부모님이 이혼하여 홀어머니 아래에서 컸다. 2012년 SBS의 K팝스타 2에 참가한 적이 있다(TOP 35).
2016년 PRODUCE 101에서 2위를 차지하여 아이오아이 멤버가 되었고, 5월 4일 아이오아이의 미니 앨범 Chrysalis가 발매되면서 가수로서 데뷔했다. 이어서 6월에는 걸 그룹 구구단의 멤버로 활동하기 시작했다. 10월에 아이오아이 앨범 《miss me》의 〈너무너무너무〉가 음악방송에서 첫 1위를 기록했고, 11월에는 솔로 가수로서 발표한 〈꽃길〉로도 음악방송 1위에 올랐다. 데뷔 년도에 그룹과 솔로로서 각각 1위를 달성한 대한민국 최초의 가수가 되었다.
2017년 1월 20~21일 장충체육관에서 진행한 "Timeslip IOI"를 끝으로 아이오아이가 1월 31일에 해체되면서 아이오아이 활동을 마쳤다.
2018년 7월, 나영, 미나와 함께 유닛 그룹 구구단 세미나로 활동하였다.
2019년 연초, 대만 TTV 설날 특집 프로그램 “2019 초급거성홍백예능대상”(超級巨星紅白藝能大賞)에 대한민국 가수로서는 유일하게 참석하였다.
2020년 3월 17일, 첫 번째 솔로 EP 《화분》을 발매하였다.
2020년 12월 31일 구구단이 해체된 후에는 솔로가수로 활동하고 있다. 특히 첫 자작곡인 〈skyline〉(화분 수록곡)에 이어 〈whale〉, 2021년 3월 발매한 미니앨범 I.M은 warning 등 수록곡을 스스로 작곡하며 싱어송라이터로서의 입지를 다졌다.
2021년 6월, 뮤지컬 레드북에 여주인공 안나로 출연하면서 뮤지컬 배우로 활동 영역을 넓혔다. 레드북 출연으로 제6회 한국뮤지컬어워즈에서 신인상 후보로 선정되었다.
2022년 2월 28일부터 방송된 12부작 SBS 월화드라마 《사내맞선》에 '신하리' 역으로 출연하였다.
2022년 7월 29일부터 방송된 16부작 SBS 금토드라마 《오늘의 웹툰》에 '온마음' 역으로 출연하였다.
2023년 9월 4일에 문(門)앨범을 발매했다.top or cliff 등 11개의 자작곡을 수록했다.
2023년 9월23~24일에 한국에서 첫 콘서트를 하였다. 한국 콘서트 이후 해외에서도 공연을 하였다.

## 음반

### 정규
| 제목   | 음반 정보 | 순위     | 순위     | 판매량 |
| 제목   | 음반 정보 | KOR 주간 | KOR 월간 | 판매량 |
| ------ | --- | -------- | -------- | ------ |
| 문(門) | - 발매일: 2023년 9월 4일 - 레이블: 카카오엔터테인먼트, 젤리피쉬 엔터테인먼트 - 포맷: 디지털 다운로드 트랙 리스트 1. 항해 2. If We Do 3. 바라던 바다 4. 권태기의 노래 5. 모르고 그려도 서로를 그리다 6. Top or Cliff 7. Jenga 8. Indigo Promise 9. 편지를 보내요 10. 언젠가 무지개를 건너야 할 때 11. 빗소리가 들리면 |          |          |        |

### EP
| 제목 | 음반 정보 | 순위     | 순위     | 판매량                   |
| 제목 | 음반 정보 | KOR 주간 | KOR 월간 | 판매량                   |
| ---- | --- | -------- | -------- | ------------------------ |
| 화분 | - 발매일: 2020년 3월 17일 - 레이블: 지니뮤직, 스톤뮤직 엔터테인먼트 - 포맷: 디지털 다운로드 트랙 리스트 1. 화분 2. 오늘은 괜찮아 3. SKYLINE 4. 오리발 5. 꿈속에서 널                                              | 4        | 22       | - 10,174                 |
| I'm  | - 발매일: 2021년 3월 29일 - 레이블: 카카오엔터테인먼트, 젤리피쉬 엔터테인먼트 - 포맷: 디지털 다운로드 트랙 리스트 1. Teddy bear 2. Warning (Feat. lIlBOI) 3. .밤산책 (Do dum chit) 4. 집에 가자 5. 아마 난 그대를 | 1        |          | 7,323 (3월 29일~4월 4일) |

### 싱글
| 제목                 | 음반 정보 | 순위     | 순위     | 판매량               |
| 제목                 | 음반 정보 | KOR 주간 | KOR 월간 | 판매량               |
| -------------------- | --- | -------- | -------- | -------------------- |
| 꽃길 (Prod. By ZICO) | - 발매일: 2016년 11월 23일 - 레이블: 지니뮤직 - 포맷: 디지털 다운로드 트랙 리스트 1. 꽃길 (Prod. By ZICO) 2. 꽃길 (Inst.) (Prod. By ZICO)    | 2        | 9        | - 대한민국: 902,576+ |
| Dingo X 세정 - 터널  | - 발매일: 2019년 12월 2일 - 레이블: 지니뮤직, 스톤뮤직 엔터테인먼트 - 포맷: 디지털 다운로드 트랙 리스트 1. 터널 2. 터널 (Inst.)              | 31       | ―        | - 대한민국: ?        |
| Baby I LOVE U        | - 발매일: 2021년 7월 23일 - 레이블: 카카오엔터테인먼트, 뮤니콘 - 포맷: 디지털 다운로드 트랙 리스트 1. Baby I Love U 2. Baby I Love U (Inst.) | ―        | ―        | - 대한민국: ?        |

### OST
| 순서 | 정보                                                   | 트랙 리스트                                     |
| ---- | ------------------------------------------------------ | ----------------------------------------------- |
| 1    | 푸른 바다의 전설 OST Part 10 - 발매일: 2017년 1월 12일 | 1. 만에 하나 2. 만에 하나 (Inst.)               |
| 2    | 미스터 션샤인 OST Part 13 - 발매일: 2018년 9월 16일    | 1. 정인 (情人)                                  |
| 3    | 사랑의 불시착 OST Part 8 - 발매일: 2020년 2월 1일      | 1. 나의 모든 날 2. 나의 모든 날 (Inst.)         |
| 4    | 청춘기록 OST Part 9 - 발매일: 2020년 10월 13일         | 1. 내 마음이 그렇대 2. 내 마음이 그렇대 (Inst.) |
| 5    | 경이로운 소문 OST Part 2 - 발매일: 2020년 12월 20일    | 1. 재회 2. 재회 (Inst.)                         |
| 6    | 사내맞선 OST Part 12 - 발매일: 2022년 4월 5일          | 1. 사랑인가 봐 (acoustic ver.)                  |

## 출연 작품

### 드라마
- 2016년 KBS2 금요드라마 《마음의 소리》 ... 옆집녀 역 (특별출연)
- 2017년 KBS2 월화드라마 《학교 2017》 ... 라은호 역
- 2019년 KBS2 월화드라마 《너의 노래를 들려줘》 ... 홍이영 역
- 2020년 OCN 주말드라마 《경이로운 소문》 ... 도하나 역
- 2022년 SBS 월화드라마 《사내 맞선》 ... 신하리 역
- 2022년 SBS 금토드라마 《오늘의 웹툰》 ... 온마음 역
- 2023년 tvN 주말드라마 《경이로운 소문 2: 카운터 펀치》 ... 도하나 역
- 2024년 ENA 월화드라마 《취하는 로맨스》 … 채용주 역

### 진행(MC)
| 연도 | 방송사                    | 제목                                         | 역할      | 날짜               | 비고                                                           |
| ---- | ------------------------- | -------------------------------------------- | --------- | ------------------ | -------------------------------------------------------------- |
| 2016 | KBS2                      | 어서옵SHOW                                   | MC        | 5월 6일 ~ 10월 7일 | 이서진, 김종국, 노홍철과 공동 진행                             |
| 2017 | On Style                  | 겟잇뷰티 2017                                | MC        | 2월 19일 ~ 8월 9일 | 이하늬, 박산다라, 이세영과 공동 진행                           |
| 2017 | KBS2                      | 배틀트립                                     | 스페셜 MC | 4월 29일 ~ 5월 6일 |                                                                |
| 2018 | SBS                       | 백종원의 골목식당                            | 스페셜 MC | 1월 5일 ~ 3월16일  |                                                                |
| 2018 | KBS2                      | 해피투게더4                                  | 스페셜 MC | 10월 25일          | 유해진, 이서진, 조진웅편 스페셜MC                              |
| 2019 | SBS funE SBS Plus SBS MTV | 2019 One K 콘서트                            | MC        | 3월 1일            | 이상민, 차은우 와 공동 진행                                    |
| 2019 | MBC                       | 구해줘! 홈즈                                 | MC        | 3월 31일 ~ 4월 7일 | 김광규, 노홍철, 김숙, 박나래, 장동민, 황보라, 박경과 공동 진행 |
| 2019 | MBC                       | 황금어장 라디오스타                          | 스페셜 MC | 5월 1일            | 스페셜 MC                                                      |
| 2019 | KBS2                      | 2019 부산 ONE Asia Festival 제4회 K팝 콘서트 | MC        | 10월 19일          | 김재환, 보민 과 공동 MC                                        |
| 2021 | MBC                       | 방송연예대상                                 | MC        | 12월 29일          | 전현무. 이상이와 공동 MC                                       |
| 2022 | SBS                       | 연기대상                                     | MC        | 12월 31일          | 신동엽. 안효섭과 공동 MC                                       |

### 방송
| 연도 | 방송사     | 제목                                                | 출연                   | 날짜                              | 비고                                                 |  |
| ---- | ---------- | --------------------------------------------------- | ---------------------- | --------------------------------- | ---------------------------------------------------- |  |
| 2012 | SBS        | K팝스타 2                                           | 참가자                 |                                   | 데뷔 전                                              |  |
| 2016 | Mnet       | PRODUCE 101                                         | 참가자 with 나영, 미나 | 1월 22일 ~ 4월 1일                | 11부작                                               |  |
| 2016 | JTBC       | 천하장사                                            | 게스트 with 구구단     | 6월 19일                          |                                                      |  |
| 2016 | JTBC       | 헌집줄게 새집다오                                   | 게스트 with 구구단     | 6월 30일                          | 29회                                                 |  |
| 2016 | tvN        | SNL 코리아                                          | I.O.I                  | 5월 7일                           | 11회                                                 |  |
| 2016 | tvN        | 현장 토크쇼 TAXI                                    | I.O.I                  | 5월 24, 31일                      | 429. 430회                                           |  |
| 2016 | tvN        | 집밥 백선생 시즌2                                   | 특별출연               | 7월 12일                          |                                                      |  |
| 2016 | MBC every1 | 주간 아이돌                                         | 게스트                 | 7월 13일                          | 251회, 여자친구 & 구구단 편                          |  |
| 2016 | KBS2       | 해피투게더 3                                        | 게스트                 | 8월 11일                          | 461회, '끝까지 살아남아라 <예능행>' 특집             |  |
| 2016 | SBS        | 보컬전쟁 - 신의 목소리                              | 게스트                 | 8월 15일                          |                                                      |  |
| 2016 | SBS        | 런닝맨                                              | 게스트                 | 8월 21일                          | 313회, 런닝우먼 레이스 편                            |  |
| 2016 | KBS2       | 슈퍼맨이 돌아왔다 미공개x파일                       | 내레이션 with 구구단   |                                   |                                                      |  |
| 2016 | KBS2       | 추석특집 웬만해선 이 춤을 막을 수 없다 – 붐샤카라카 | 게스트                 | 9월 15일                          |                                                      |  |
| 2016 | OLIVE      | 신동엽, 성시경은 오늘 뭐 먹지?                      | 게스트 with 구구단     | 10월 13일                         | 196회                                                |  |
| 2016 | MBC MUSIC  | 구구단 프로젝트: 극단적인 수학여행                  | 고정 출연              | 11월 9일 ~ 12월 7일               | 5부작                                                |  |
| 2016 | KBS2       | 트릭 & 트루                                         | 게스트                 | 11월 16일                         | 4회                                                  |  |
| 2016 | JTBC       | 말하는대로                                          | 게스트                 | 11월 30일                         | 10회                                                 |  |
| 2016 | KBS2       | 유희열의 스케치북                                   | 게스트                 | 12월 10일                         | 345회                                                |  |
| 2016 | KBS2       | 불후의 명곡 - 전설을 노래하다                       | 게스트                 | 12월 17일                         | 전영록 편                                            |  |
| 2016 | JTBC       | 한끼줍쇼                                            | 게스트                 | 12월 21일                         | 10회, 크리스마스 특집 이태원동 편                    |  |
| 2016 | SBS        | 꽃놀이패                                            | 게스트                 | 2016년 12월 25일 ~ 2017년 1월 1일 | 17~18회                                              |  |
| 2017 | KBS2       | 1대100                                              | 게스트                 | 1월 3일                           |                                                      |  |
| 2017 | JTBC       | #인생메뉴, 잘 먹겠습니다                            | 게스트                 | 1월 12일                          | 23회                                                 |  |
| 2017 | MBC        | 미스터리 음악쇼 복면가왕                            | 출연자                 | 1월 22일                          | "워커홀릭 개미소녀"로 출연                           |  |
| 2017 | KBS2       | 걸그룹 대첩 가문의 영광                             | 게스트 with 구구단     | 1월 27일                          |                                                      |  |
| 2017 | KBS2       | 노래싸움 - 승부                                     | 히든카드               | 2월 24일                          |                                                      |  |
| 2017 | KBS2       | 배틀트립                                            | 게스트 with 나영       | 3월 4일                           |                                                      |  |
| 2017 | SBS        | 정글의 법칙 in 수마트라                             | 게스트                 | 3월 17일 ~ 5월 12일               | 9부작                                                |  |
| 2017 | KBS2       | 해피투게더 3                                        | 게스트 with 소미       | 3월 23일 ~ 3월 30일               | 491~492회, 15주년 '쟁반노래방 리턴즈' 특집           |  |
| 2017 | JTBC       | 비정상회담                                          | 게스트 with 나영       | 5월 2일                           | 147회, 밥보다 잠이 좋은 나, 비정상인가요? 편         |  |
| 2017 | SBS        | 주먹쥐고 뱃고동                                     | 게스트                 | 7월 15일 ~ 8월 12일               | 여수 편                                              |  |
| 2017 | SBS        | 마스터키                                            | 게스트                 | 10월 21일                         |                                                      |  |
| 2017 | SBS        | 런닝맨                                              | 게스트                 | 11월 19일                         | 377회, 가문의 위기 레이스 편                         |  |
| 2018 | SBS        | 스타 강제후기 리뷰쇼 박스라이프                     | 게스트                 | 1월 11일                          |                                                      |  |
| 2018 | JTBC       | 밤도깨비                                            | 게스트                 | 1월 14일                          |                                                      |  |
| 2018 | JTBC       | 투유 프로젝트 - 슈가맨2                             | 게스트                 | 1월 14일                          | 1회, 이지연 & 영턱스클럽 편                          |  |
| 2018 | KBS2       | 해피투게더 3                                        | 게스트                 | 1월 18일 ~ 1월 25일               | 522~523회, '여神과 함께' 특집                        |  |
| 2018 | 넷플릭스   | 범인은 바로 너                                      | 출연자                 | 5월 4일 ~ 6월 1일                 |                                                      |  |
| 2018 | KBS2       | 슈퍼맨이 돌아왔다                                   | 특별출연               | 5월 13일                          |                                                      |  |
| 2018 | JTBC       | 냉장고를 부탁해                                     | 게스트                 | 5월 21일 ~ 5월 28일               | 182회~183회                                          |  |
| 2018 | tvN        | 갈릴레오 : 깨어난 우주                              | 출연자                 |                                   |                                                      |  |
| 2019 | 대만 MTV   | Idol of Asia                                        | 출연자                 | 1월 30일                          |                                                      |  |
| 2019 | 대만 TTV   | 超級巨星紅白藝能大賞                                | 출연자                 | 2월 5일                           |                                                      |  |
| 2019 | MBC        | 2019 설날 아이돌스타 선수권대회                     | 출연자                 | 2월 5일 ~ 6일                     |                                                      |  |
| 2019 | 대만 MTV   | 我愛偶像雙龍奪豬                                    | 출연자                 | 2월 6일                           |                                                      |  |
| 2019 | JTBC       | 아는 형님                                           | 출연자                 | 3월 30일                          | 이희진, 효민, 승희와 함께 출연                       |  |
| 2019 | MBC        | 미스터리 음악쇼 복면가왕                            | 출연자                 | 3월 31일 ~ 4월 7일                | "손님! 이건 드라이예요~! 이라이자!"로 재출연 및 우승 |  |
| 2019 | SBS        | 집사부일체                                          | 게스트                 | 4월 14일                          | 양희은 편 게스트 출연                                |  |
| 2019 | tvN        | 놀라운 토요일 - 도레미마켓                          | 게스트                 | 4월 20일                          | 빅스 라비와 함께 출연                                |  |
| 2019 | tvN        | 호구들의 감빵 생활                                  | 게스트                 | 6월 1일                           |                                                      |  |
| 2019 | KBS2       | 대국민 토크쇼 안녕하세요                            | 게스트                 | 8월 12일                          |                                                      |  |
| 2019 | KBS2       | 유희열의 스케치북                                   | 게스트                 | 12월 6일                          | 470회                                                |  |
| 2019 | 넷플릭스   | 범인은 바로 너 시즌 2                               | 출연자                 | 11월 8일                          |                                                      |  |
| 2020 | MBC        | 선을 넘는 녀석들 리턴즈                             | 게스트                 | 5월 10일(2부) 17일, 24일(1부)     |                                                      |  |
| 2020 | JTBC       | 아는 형님                                           | 출연자                 | 11월 28일                         | 유준상, 조병규와 함께 출연                           |  |
| 2021 | 넷플릭스   | 범인은 바로 너 시즌 3                               | 출연자                 | 1월 22일                          |                                                      |  |
| 2021 | tvN        | 온앤오프                                            | 게스트                 | 3월 30일                          |                                                      |  |
| 2021 | SBS        | 독립만세                                            | 게스트                 | 4월 5일                           |                                                      |  |
| 2021 | SBS        | 골목식당                                            | 게스트                 | 4월 28일                          |                                                      |  |
| 2021 | KBS2       | 유희열의 스케치북                                   | 게스트                 | 4월 2일                           | 장혜진과 동반출연(535회)                             |  |
| 2023 | KBS2       | 옥탑방의 문제아들                                   | 게스트                 | 9월 5일                           |                                                      |  |

2025 kbs 《우리말 겨루기 》 진행 

### 뮤지컬
| 연도   | 제목   | 역할   | 비고          |
| ------ | ------ | ------ | ------------- |
| 2020년 | 귀환   | 이해성 | 뮤지컬 데뷔작 |
| 2021년 | 레드북 | 안나   | 주연          |

## CF

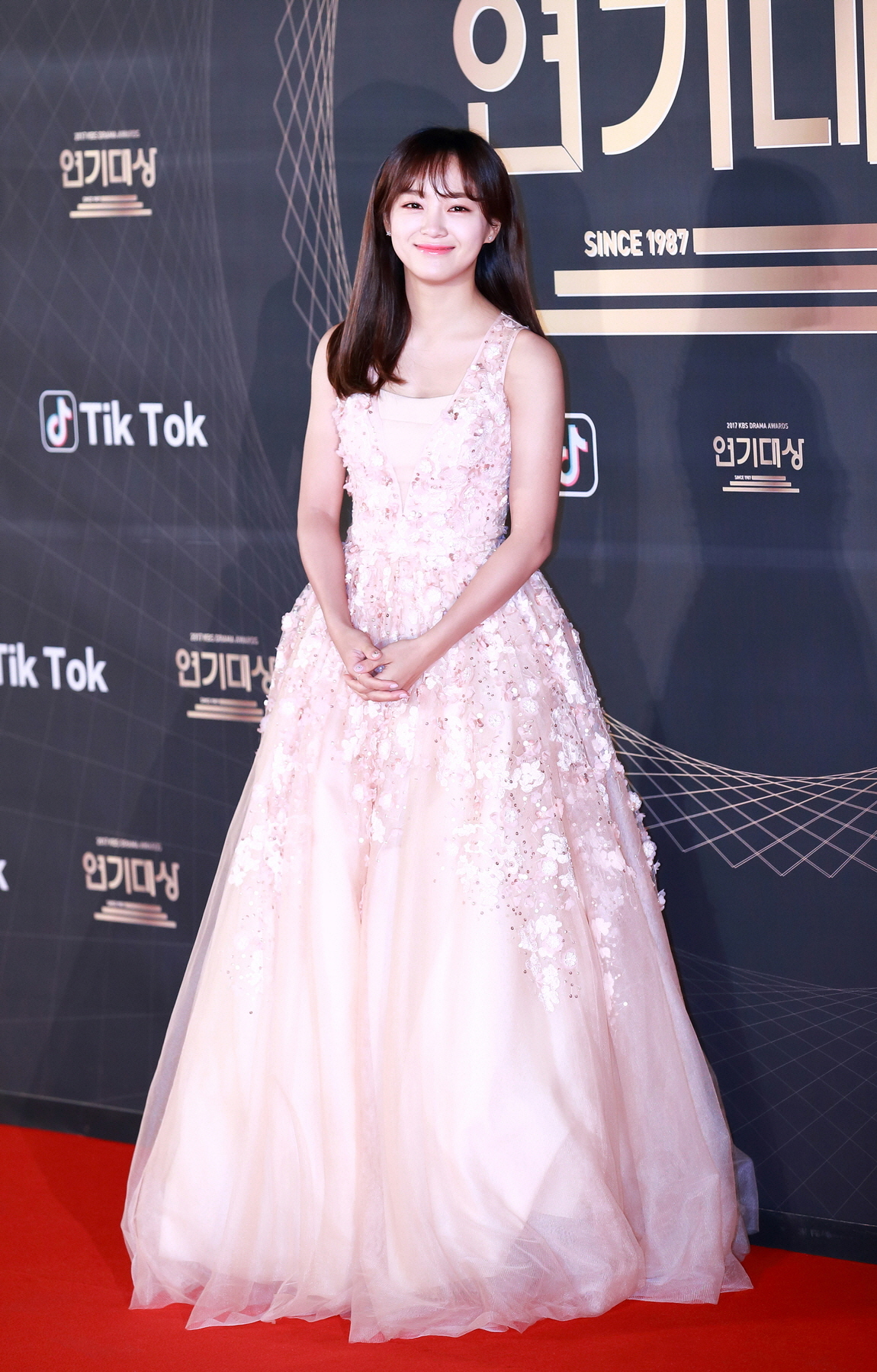
2017년 12월 31일 KBS 연기대상 레드카펫에 참석한 세정

| 연도        | 기업명                   | 제품명                                                                           | 종류                        | 공동 출연                                              |
| ----------- | ------------------------ | -------------------------------------------------------------------------------- | --------------------------- | ------------------------------------------------------ |
| 2016        | 하이트진로               | 이슬톡톡                                                                         | 탄산주류                    | 임나영, 김청하                                         |
| 2016        | 웅진식품                 | 하늘보리 아이스 스파클링                                                         | 음료                        | 아이오아이                                             |
| 2016        | 넷마블게임즈             | 백발백중 for Kakao                                                               | 모바일게임                  | 아이오아이                                             |
| 2016        | 넷마블게임즈             | 스톤에이지                                                                       | 모바일게임                  | 아이오아이                                             |
| 2016        | SK텔레콤                 | SK텔레콤 연결의 토닥토닥: 소녀 편                                                | 통신사                      | 아이오아이                                             |
| 2016        | 아모레퍼시픽             | 에뛰드하우스                                                                     | 화장품                      | 아이오아이                                             |
| 2016        | CJ제일제당               | 쁘띠첼 스윗푸딩, 쁘띠첼 에끌레어                                                 | 디저트                      | 아이오아이                                             |
| 2016        | 이베이코리아             | 옥션                                                                             | 온라인 쇼핑몰               | 아이오아이                                             |
| 2016        | 팔도                     | 왕뚜껑                                                                           | 컵라면                      | 아이오아이                                             |
| 2016        | 형지엘리트               | 엘리트 학생복                                                                    | 교복                        | 아이오아이                                             |
| 2016        | KB국민은행               | KB국민은행 Liiv                                                                  | 금융                        | 아이오아이                                             |
| 2016        | (주)브랜드 인덱스        | 팬콧                                                                             | 캐주얼 의류                 | 아이오아이                                             |
| 2016 ~ 2017 | (주)형지엘리트           | 엘리트학생복                                                                     | 교복                        | 아이오아이                                             |
| 2016 ~ 2017 | 롯데그룹                 | 롯데하이마트 - 송년&시즌감사세일, 글로벌PC대전, 홈&클린 대전                     | 종합가전쇼핑몰              | 전소미(2016.12)                                        |
| 2016 ~ 2017 | 브랜드랩                 | 파고(FAGUO)                                                                      | 프랑스 스니커즈             | 구구단                                                 |
| 2017        | 신스타임즈               | 해전1942:구구단과 함께                                                           | 모바일 전략 시뮬레이션 게임 | 구구단                                                 |
| 2017        | 삼성전자                 | 빅스비와 함께하는 구구단 세정이의 24시간 - ＃01 빅스비로 시작하는 활기찬 아침 편 | 인공지능(AI) 서비스         | 구구단                                                 |
| 2017        | 롯데리아                 | T.G.I FRIDAYS                                                                    | 레스토랑프랜차이즈          | 구구단                                                 |
| 2017        | 넥슨                     | 서든어택                                                                         | 온라인 FPS 게임             | '김세정' 캐릭터 출시                                   |
| 2017        | 롯데월드                 | 롯데워터파크                                                                     | 워터파크                    | 차은우                                                 |
| 2017        | 동원F&B                  | 동원참치                                                                         | 식품                        | 조정석                                                 |
| 2017        | Efun Company             | 주선 for kakao                                                                   | 모바일 게임                 |                                                        |
| 2017        | (주)제이알코스메틱       | 밀키드레스                                                                       | 화장품                      |                                                        |
| 2017~(현재) | 깨끗한 나라              | 릴리안 숨,쉬다                                                                   | 여성용품                    |                                                        |
| 2018~2019   | (주)비앤에이치코스메틱   | 아크웰                                                                           | 화장품                      |                                                        |
| 2018~2019   | 한국코카콜라(유)         | 코카콜라 2018 봄 캠페인                                                          | 음료                        | 박보검                                                 |
| 2018~2019   | 씨브이에스넷(주)         | GS 포스트박스                                                                    | 택배서비스                  | 혜연, 하나, 미미                                       |
| 2019~2020   | Crocs                    | Crocs 글로벌 마케팅 캠페인 ‘컴 애즈 유 아(Come As You Are)’ 글로벌 홍보대사      | 신발                        | Zooey Deschanel, Natalie Dormer, Gina Jin, Hirose Suzu |
| 2019~2020   | 무학                     | 좋은데이                                                                         | 주류                        | 백종원                                                 |
| 2019~2020   | (주)마녀공장             | 마녀공장                                                                         | 화장품                      |                                                        |
| 2020        | 썸에이지                 | 데스티니 차일드 : 디펜스 워                                                      | 모바일 게임                 |                                                        |
| 2020        | 경기도시공사             | 기본주택                                                                         | 정책홍보                    |                                                        |
| 2021        | 다이슨                   | 다이슨 헤어 코랄 스트레이너                                                      | 생활가전                    |                                                        |
| 2021        | 서울우유                 | 비요뜨                                                                           | 식품                        |                                                        |
| 2021        | Net Ease                 | 아르미스                                                                         | 모바일 게임                 |                                                        |
| 2021        | 공익광고                 | 사랑의 열매                                                                      | 공익                        |                                                        |
| 2021        | 한국자산관리공사         | 대한민국 으라챠챠                                                                | 공익                        |                                                        |
| 2021        | 보건복지부. 국민건강보험 | 금연캠페인                                                                       | 공익                        |                                                        |
| 2022        | 로엠(이랜드)             | 로엠전속                                                                         | 의류                        |                                                        |
| 2022        | (주)비보존 헬스케어      | O! GET!                                                                          | 화장품                      |                                                        |
| 2022        | 굽네닭컴 (구;굽네몰)     | 굽네닭컴 전속                                                                    | 식품                        |                                                        |
| 2022        | 주)롯데칠성주류          | 별빛 청하 스파클링                                                               | 주류                        |                                                        |
| 2022        | 주)생활공작소            | 브랜드모델                                                                       | 생필품                      |                                                        |
| 2023        | 롱샴(Longchamp)          | 아시아 브랜드 엠베서더                                                           | 패션                        |                                                        |
| 2023        | 남양유업                 | 맛있는 우유 GT                                                                   | 식품                        |                                                        |

## 수상 내역
| 연도 | 시상식                            | 부문                                           | 작품                         | 결과 | 출처   |
| ---- | --------------------------------- | ---------------------------------------------- | ---------------------------- | ---- | ------ |
| 2016 | KBS 연예대상                      | 버라이어티부문 신인상                          | 어서옵SHOW                   | 후보 |        |
| 2017 | 제10회 코리아 드라마 어워즈       | 여자 신인연기상                                | 학교 2017                    | 후보 |        |
| 2017 | 제1회 더 서울어워즈               | 드라마부문 여자 신인상                         | 학교 2017                    | 후보 |        |
| 2017 | 제1회 더 서울어워즈               | 여자 인기상                                    | 학교 2017                    | 수상 | [ 15 ] |
| 2017 | 제2회 아시아 아티스트 어워즈      | 여자 인기상                                    | 빈칸                         | 후보 |        |
| 2017 | 제9회 멜론 뮤직 어워드            | Top 10                                         | 빈칸                         | 후보 |        |
| 2017 | 제9회 멜론 뮤직 어워드            | 핫 트렌드상                                    | 꽃길                         | 후보 |        |
| 2017 | 제9회 멜론 뮤직 어워드            | 핫 트렌드상                                    | 좋아한다 안한다 (With. 태일) | 후보 |        |
| 2017 | 제19회 엠넷 아시안 뮤직 어워드    | 베스트 보컬 퍼포먼스 여자 솔로                 | 꽃길                         | 후보 |        |
| 2017 | 제19회 엠넷 아시안 뮤직 어워드    | 올해의 노래상                                  | 꽃길                         | 후보 |        |
| 2017 | 2018 대한민국 퍼스트브랜드 대상   | 여자 연기돌 부문                               | 빈칸                         | 후보 |        |
| 2017 | SBS 연예대상                      | 베스트 챌린지상                                | 정글의 법칙                  | 수상 | [ 16 ] |
| 2017 | KBS 연기대상                      | 여자 신인연기상                                | 학교 2017                    | 수상 | [ 16 ] |
| 2017 | KBS 연기대상                      | 네티즌상                                       | 학교 2017                    | 후보 |        |
| 2018 | 제54회 백상예술대상               | TV부문 여자 신인연기상                         | 학교 2017                    | 후보 | [ 17 ] |
| 2018 | 제13회 숨피 어워즈                | 최고의 아이돌 배우상                           | 학교 2017                    | 후보 |        |
| 2018 | 제13회 숨피 어워즈                | 베스트 커플상 (with 김정현)                    | 학교 2017                    | 후보 |        |
| 2019 | 제18회 대한민국 퍼스트브랜드 대상 | 여자연기돌                                     | 빈칸                         | 수상 |        |
| 2019 | KBS 연기대상                      | 네티즌상 - 여자부문                            | 너의 노래를 들려줘           | 후보 |        |
| 2019 | KBS 연기대상                      | 베스트 커플상 (with 연우진)                    | 너의 노래를 들려줘           | 후보 |        |
| 2019 | KBS 연기대상                      | K-드라마 한류스타상                            | 너의 노래를 들려줘           | 수상 | [ 18 ] |
| 2019 | KBS 연기대상                      | 미니시리즈부문 여자 우수연기상                 | 너의 노래를 들려줘           | 후보 |        |
| 2021 | 제6회 한국뮤지컬어워즈            | 신인상(여자)                                   | 레드북                       | 후보 |        |
| 2022 | 아시아 아티스트 어워즈            | DCM 인기상                                     | 사내 맞선, 오늘의 웹툰       | 수상 |        |
| 2022 | 아시아 아티스트 어워즈            | 베스트 액터상                                  | 사내 맞선, 오늘의 웹툰       | 수상 |        |
| 2022 | SBS 연기대상                      | 베스트 커플상 (with 안효섭)                    | 사내 맞선                    | 수상 |        |
| 2022 | SBS 연기대상                      | 미니시리즈 코미디·로맨스부문 여자 최우수연기상 | 사내 맞선                    | 수상 |        |
| 2023 | 아시아 아티스트 어워즈            | 인기상                                         | 빈칸                         | 수상 |        |
| 2023 | 아시아 아티스트 어워즈            | 베스트 액터상                                  | 빈칸                         | 수상 |        |
| 2023 | SBS 연예대상                      | 여자 우수상                                    | 유니버스 티켓                | 후보 |        |

### 가요 프로그램 1위
| 연도            | 수상 내역 (총 2회)                                            |
| --------------- | ------------------------------------------------------------- |
| 2016년 (총 1회) | - 꽃길 (총 1회) - 11월 30일 MBC Music 《쇼 챔피언》 챔피언 송 |
| 2020년 (총 1회) | - 화분 (총 1회) - 3월 24일 SBS MTV 《더 쇼》 더 쇼 초이스     |